# Bothrolycus ater
Bothrolycus ater — вид змій родини Lamprophiidae. Мешкає в Центральній Африці. Це єдиний представник монотипового роду Bothrolycus.

## Поширення і екологія
Bothrolycus ater мешкають в Камеруні, Екваторіальній Гвінеї, Габоні і Республіці Конго, а також на північному сході і сході Демократичної Республіки Конго. Вони живуть у первинних вологих рівнинних тропічних лісах, на висоті до 1500 м над рівнем моря.